# Борисы (Полтавская область)
Борисы́ (укр. Бориси) — село, Борисовский сельский совет, Глобинский район, Полтавская область, Украина.
Код КОАТУУ — 5320680501. Население по переписи 2001 года составляло 608 человек.
Является административным центром Борисовского сельского совета, в который не входят другие населённые пункты.
После 1869 присоединен х. Ивановка, а после 1950 селение Ульяновка  на картах до 1917 Моисеевка
Село указано на карте частей Киевского, Черниговского и других наместничеств 1787 года как Брисы.

## Географическое положение
Село Борисы находится у истоков небольшой безымянной речушки, которая через 6 км впадает в Кременчугское водохранилище, ниже по течению на расстоянии в 1,5 км расположено село Кагамлык.

## Экономика
- Молочно-товарная и птице-товарная фермы.
- ЧП «Альянс».

## Объекты социальной сферы
- Школа І—ІІ ст.
- Дом культуры.

## Известные уроженцы
- Борисенко, Василий Павлович — Герой Советского Союза.
- Верменич, Владимир Николаевич — композитор и хоровой дирижёр.